# 肛門疼痛
肛門疼痛是指在直肠或肛門区域出現疼痛。排便时疼痛可能加剧。可能合併其它症状肛門出血、肛門週圍瘙癢或发烧。
常见原因包括肛裂、血栓性痔疮、肛瘘、肛門膿瘍。較少见的病因包括前列腺炎、肛門癌、性傳染病、炎症性肠病、尾椎疼痛和提肛肌症候群。
肛門疼痛是常见的症状。但若疼痛剧烈、持续数天以上或合併出血，應儘早就診。